# ガンちゃんの世界一面白いプロ野球の番組
『ガンちゃんの世界一面白いプロ野球の番組』（ガンちゃんのせかいいちおもしろいぷろやきゅうのばんぐみ）は、HBCラジオ（北海道放送）で2006年のナイターオフシーズンから放送されているラジオ番組。

## 放送時間
- 2006年度(シーズンオフ)：毎週日曜日17:00～17:30(CMなし)
- 2007年度(シーズンオフ)：毎週日曜日13:00～14:00(CMあり)
- 2008年度(シーズン中)：毎週日曜日12:00～12:50(CMあり、6月中頃まではCMなし、週により13:00まで)
- 2008年度(シーズンオフ)：毎週日曜日11:00～12:00(CMあり)
- 2009年度(シーズン中)：毎週日曜日11:00～12:00
- 2009年度〜2016年度(シーズンオフ)：毎週日曜日12:00～13:00
- 2010年度以降(シーズン中)：毎週日曜日12:00～12:50
- 2017年度 - 2024年度上半期(シーズン中・シーズンオフ)：毎週日曜日12:00～13:30[1]
  - シーズン中は試合開始時間等により放送終了時間の変更、シーズンオフは特別番組等で放送時間が変更になることがある。
- 2024年度下半期(シーズンオフ) - ：毎週日曜日11:30～13:00

## 出演者
- 岩本勉（野球解説者、元北海道日本ハムファイターズ投手）大阪府八尾市出身
- 山内要一（当時HBCアナウンサー。初代パートナー、～2009年10月4日）
- 渕上紘行（HBCアナウンサー。第2代パートナー、同年10月11日～）兵庫県宝塚市出身
  - 山内から渕上へパートナーが代替わりしたことに伴い、CM明けに流れるアイキャッチも一新されたが、山内がカバーで出演した際には山内時代のアイキャッチが流れた。

## 概要
「HBCファイターズナイター」他で、日本ハムの熱烈応援実況を展開するHBCラジオが、日本ハム投手OB・岩本勉を迎えて送る、日本ハムを中心としたプロ野球情報を展開するトーク番組。番組名は岩本の著書「ガンちゃんの世界一面白いプロ野球の本」からとられている。なお、サブタイトルも別途設定されていた時期もあったが（2008年シーズン中「ペナントレース真っ最中」、シーズンオフ「激アツ！ストーブリーグ」）が、放送で読み上げられたことは無い。
ポッドキャスト配信も行われており、「ファイターズ情報」「球界全体の情報」部分を放送後1週間配信している。

## 沿革
- 2006年10月（プロ野球シーズンオフ）からスタート。日曜夕方の放送であったが、岩本は直後の時間帯に文化放送でのレギュラー生番組「岩本勉のまいどスポーツ」を持っていたため、当番組は「大人の事情」と表現される、録音番組であった[2]。その分、寄せられた投稿の紹介に時間を割き、野球関連の質問や、時には人生相談、政治・経済・社会情勢まで、岩本流の観点で明確に答えていた。2007年3月末で一旦終了し、プロ野球シーズンオフとなった同年10月に、1時間番組へ拡大して再開。ただし、前年同様、岩本は文化放送の生出演があるため、引き続き録音番組として放送された。その後2007年12月のラジオ聴取率調査において、放送中の同時間帯聴取率No.1を獲得。
  - なお2006年のオフは「岩本勉のまいどスポーツ」の後続番組の「ラジオふるさと便」（NRN全国ネット番組。北海道ではHBCラジオにネット受けをしている）に岩本が1度だけ生出演している。
  - 2008年2月10日にはHBCテレビで「北海道日本ハムファイターズ対阪神タイガース」の練習試合が放送され（13:00～15:00）、岩本が解説、山内が実況を担当した。当番組の放送時間帯と重なったこともあり、この時間帯（13:00～14:00）はテレビ・ラジオで同一音声を使用した、同時生中継が行われた。
- 2008年4月より通年放送に拡大。さらに、日曜日のデーゲーム開始直前となる12時台の放送へと移動したため、岩本と山内がHBC本社のラジオ第3スタジオから、もしくはお互いがその時いる場所に電話、中継回線をつないで行う、原則生放送となった。これにより、番組前半は、前週の日本ハムの全試合について振り返り、後半で聴取者からのメール、ファクシミリを紹介する構成へと変更。放送直後に日本ハムのデーゲーム中継が始まることが殆どのため、番組最後では、実況席の解説者、実況アナとつないで、先発メンバーや直前情報のレポートが入る形式となっている。
- 生放送を徹底実施するため、2人が同じ場所に揃っての放送できない事が頻発。岩本は、7月20日には、GAORAのファイターズ2軍戦生中継の解説のために待機中の、鎌ヶ谷ファイターズスタジアムから、8月3日には滞在中のアメリカ・シアトルのホテルから電話生出演した。この場合、HBC本社スタジオに山内が待機し、生放送中に寄せられたメールやファクシミリを読み上げるが、山内がスタジオ出演できない場合は、直前番組「にちようサウンドボックス」担当のアナウンサー（2008年シーズン中は、薮淳一）が待機して対応している。2018年現在、シーズン中の岩本はほぼ毎週解説の為球場入りしており、球場からの電話出演となっている（HBCテレビ・ラジオの解説の場合はHBCの中継回線を使うことがある。）。渕上は日曜日のラジオ中継のスタジオ担当の為、HBCからという体制が多い。また、オフシーズン中も、岩本がイベント出演や講演会に出演する為、出演前の控え室からの電話出演となる場合がある。ただし、日本ハムのファンフェスティバルは原則日曜日11:00スタートであり、岩本も毎年GAORAの解説やイベントに出演しており不在の為、開催日は1年間でほぼ唯一の録音放送となる。
  - 2008年9月7日は、スタジオに岩本・薮、当番組に引き続いて札幌ドームから実況を担当する山内が実況席から登場しての生放送という、レアケースも生まれた。
- 日本ハムの道内ホームゲームや、一部ビジターゲームは、当番組に引き続いて、直後に始まる実況中継も2人揃って担当する事があり、この場合も代役は立てずに連続生出演している。また、山内は実況担当だが、岩本が他局の生中継で解説する場合などは、番組中に途中退席するなどして、他局の出演に影響しない範囲で生出演する。この場合は、当日の同局ラジオ実況の解説者も当番組途中から出演する場合が多い。道内ホームゲームの場合、実況席が球場客席の一部に仮設されている場合が多く、ラジオを聴いている来場者が実況席に集まってくることが多いため、ゲリラ的な公開生放送状態となる（岩本も2008年3月16日の放送分で「ある意味公開(生放送)やな」と発言）。
- 2008年シーズンオフも生放送番組として継続。岩本は文化放送のレギュラー番組があるものの『可能な限りスタジオから生放送したい』として、当番組に生出演した後、直ちに飛行機で帰京し、18時からの文化放送の番組にも生出演している[3]。なお、シーズンオフ中のファイターズ関連のイベント（ファンフェスティバルなど）と放送時間が重なる場合（2007年、2008年）は「大人の事情」が発生し、また、岩本が来札できない場合は、シーズン中同様、電話などでの生出演となる。10月26日は、岩本が自宅から電話出演（この日は夕方の文化放送にも電話出演）、11月30日は文化放送の実況中継に出演するために滞在していた浜名湖競艇場から、同局の中継回線を使用して当番組に生出演。同席していた文化放送の松島茂アナウンサーも一部出演した。
2009年2月15日には、同局のファイターズ沖縄キャンプの取材を終えて、那覇空港の見学者デッキから携帯電話で登場。同行していた当番組の「タブケン」こと、たぶちけんたディレクターが、CM中に『この番組、面白いなぁ』との名言を残す。また、3連休最終日となった同年3月22日は、HBCが航空機チケットの手配に失敗、キャンセル待ち搭乗も出来なかったことから、岩本は来札することが出来ず、自宅から電話出演するという珍事も発生した。
- 2009年4月以降も放送時間の変更なしで継続。ただし、試合開始直前の時間帯ではないことから、実況席からの直前情報などは入らず、2人での進行となる。山内がスタジオ不在の場合は、直後番組「にちようサウンドボックス」担当の石崎輝明アナウンサーが、スタジオ担当としてメールやファクシミリを紹介する。
  - 同年7月19日は、スタジオに岩本・石崎、帯広の森野球場の実況席から山内が登場しての生放送となった。ただし、この日は雨天中止が放送開始前に決まっており、実況担当だった山内はこの番組の為だけにセッティングされた実況席から生出演した。
  - 同年9月20日は、スタジオから石崎、自宅から岩本が電話出演、福岡Yahoo!ドームの実況席から山内が登場しての3元生放送となった。
- 2009年10月4日の放送で、山内が翌日から始まる新番組「山ちゃん美香の朝ドキッ! 」のパーソナリティを務めるため、番組開始以来4年間担当してきた当番組を卒業。翌週11日の放送から、2009年シーズンよりファイターズ中継の実況に加わった渕上が第2代パートナーとして出演。放送時間も12:00～13:00に変更された。例年通り、岩本は同日夕方の文化放送での生放送出演のため、生放送終了後は直ちに帰京している。
- 2010年3月21日より再び日曜日のデーゲーム開始直前となる12時台の放送へと移動したことにより、放送直後に日本ハムのデーゲーム中継が始まることが殆どのため、番組最後では、実況席の解説者、実況アナとつないで、先発メンバーや直前情報のレポートが入る形式となっている。
- 渕上がファイターズ中継や取材（ゴルフのリポートも含む）などで出演できない場合は、山内が出演することもある。ただし、2019年2月3日放送は渕上がアリゾナ、山内が国頭キャンプ取材でどちらも不在のため、川畑恒一アナウンサーが代役を務めた。翌週2月10日放送は岩本もアリゾナに滞在していたため、岩本が滞在しているホテルの部屋から渕上と共に電話出演し、山内が札幌のスタジオでフォローする形となった。
- 2022年2月23日に岩本が新型コロナウイルスの陽性判定を受け、同24日に当番組を含むすべての仕事をストップと発表された[4]。これにより、岩本は同27日の放送を欠席。番組開始以来初の欠席となった。なお渕上はキャンプ取材のため沖縄入りしており、スタジオのカバーとして山内が出演。さらに岩本の代役として波多野裕太アナウンサーがスタジオ出演した。

## コーナー
- ファイターズ情報 - 過去1週間の日本ハム関連の情報を紹介する。シーズン中は前週日曜から土曜にかけて1試合毎に紹介する。
- 球界全体の情報 - 日本ハム以外のプロ野球関連の話題を紹介する。シーズン中はセ・パ各リーグ毎に1位から順位毎の各球団の前週の勝敗数を紹介した後主要な話題を語る。

過去のコーナー
なんでも　き・い・て♥
- 1年目の放送にあった、岩本がリスナーの質問に答えるコーナー。
- タイトルコールはHBCアナウンサーの佐藤彩（2006年度は当時HBCアナウンサーだった山田泰子）が担当している。なお岩本はいつか生で山田にこのタイトルコールを言わせようと意気込んでいたが、スペシャルウィーク中の2006年12月10日の放送で、山田と斉藤こずゑをゲストに呼んだうえで生でタイトルコールを言わせることに成功した。

今週のエスコちゃん
- エドウィン・エスコバーのコメントをきっかけに始まった、エスコバーの一週間の結果、それに対するコメントなどに対して岩本が突っ込むコーナー。
- エスコバーのトレードにより、2017年7月9日の放送を最後に終了。

## 公開放送
- 2008年8月24日には、番組史上初となる「ステージや客席が設けられた形の」公開生放送が、日清食品千歳工場の「ラーメン記念日フェスタ2008 in Chitose～チキンラーメン50周年&祝・千歳市 市制施行50周年～」会場内で行われ、場内は入場規制が行われるほどの観客が訪れた（この日は本社スタジオでのスタンバイアナウンサーは無しで、メールやファクシミリは全てステージ上で山内が読み上げた）。
- 2009年9月6日には、2回目の「ステージや客席が設けられた形の」公開生放送が、「ねんりんピック」のきたえーる会場内で行われた（この日も本社スタジオでのスタンバイアナウンサーは無しで、メールやファクシミリは全てステージ上で山内が読み上げた）。
- また、翌週9月13日には、2週連続での「ステージや客席が設けられた形の」公開生放送が、JR札幌駅南口広場の「HBCラジオまつり2009」会場内で行われた。前週がスポンサードでの公開生放送だったことから、9月6日の番組内では『翌週も公開生放送を行う』旨は、一切告知されなかった。
- 2017年7月16日には「HBC赤レンガプレミアムフェスト」の会場から、8年ぶり（渕上がパートナーとなってからは初）の公開生放送の予定だったが、悪天候の為急遽HBC第3スタジオからの生放送に変更となった。
- 2024年9月22日、新さっぽろアークシティ サンピアザ1階「光の広場」での『HBCラジフェス!!2024』ステージにて3回目の公開生放送を実施。

## 関連番組
- SAMURAI BASEBALL
- 岩本勉のまいどスポーツ - 同番組の構成作家を務める礒部雅裕が本番組に頻繁にメッセージ投稿を行っている。
- HBCサンデーファイターズ